# Rickelrath
Rickelrath ist ein Ortsteil der Mittelstadt Wegberg im Kreis Heinsberg im Bundesland Nordrhein-Westfalen.

## Geografie

### Lage
Rickelrath liegt nördlich von Wegberg an der Landesstraße 3.

### Nachbarorte
| Schwaam | Waldniel                                    |                    |
| Merbeck | Kompassrose, die auf Nachbargemeinden zeigt | NATO-Hauptquartier |
| Klinkum | Wegberg                                     | Busch              |

## Geschichte
Der Name Rickelrath findet Erwähnung als „richolferod“ (=Rodung des Rickolf) in einer Urkunde, die Kaiser Otto I. 966 ausstellte. Somit ist dieser kleine Ort wohl mit der früheste bezeugte Teil der Stadt Wegberg. Eine weitere erwähnenswerte Besonderheit ist die ursprüngliche Anlage des Dorfes. Man nennt es „Angerdorf“, da sich seine Häuser und Gehöfte um eine große, ellipsenförmige Wiese, den Anger, gruppierten. Dieser Anger wird von der Hauptstraße durchschnitten. Auf der einen Seite dieser Straße standen ursprünglich nur das Dorfkreuz und die Kirche. Am Angerweg, der die genannte Wiese umschlang, liegen bemerkenswerte Wohnhäuser und Höfe, von denen einige die Form einer fränkischen Wohnanlage haben.
Die Pfarrerhebung von Rickelrath war 1804. Die erste Kirche des Dorfes wurde 1683 von Kaplan Matthias Poorten gebaut. 1830 wurde der jetzige Kirchturm angefügt. Wegen Platzmangel und Baufälligkeit wurde die Kirche 1953 abgerissen und neu gebaut. Der Friedhof des Ortes war ursprünglich der Kirchhof. Daran erinnern noch einige Grabsteine an der nördlichen Kirchenmauer. Der älteste trägt die Jahreszahl 1698.
Der jetzige Kirchhof an der Dülkener Straße weist neben einigen schönen, alten Grabsteinen vor allem den von Pfarrer Anton Heinen auf, der nach seiner aktiven, sehr fruchtbaren Arbeit im Volksverein Mönchengladbach seine Pensionsjahre von 1932 bis 1934 als Pfarrer in Rickelrath verbrachte. Sein Grabstein wurde von dem Künstler Hein Minkenberg gestaltet. Es zeigt einen Sämann, der gebeugt ist unter der Last seines Tuns. Am Fuß des Sockels steht zu lesen: „Weizenkorn Christi bin ich.“

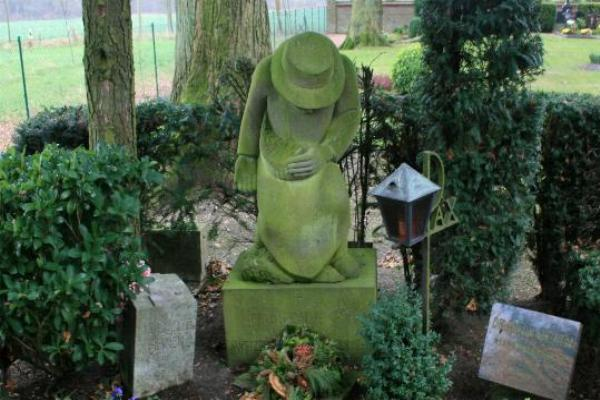
Grabmal von Anton Heinen

Anton Heinen (1869–1934) war Pfarrer in Rickelrath und Volksbildner. Sein Werk umfasst rund 300 Bücher und Aufsätze. Er war Mitarbeiter beim Volksverein für das katholische Deutschland. Nach Anton Heinen ist auch die Volkshochschule des Kreises Heinsberg benannt.
Zum Ort Rickelrath gehören drei Mühlen: die Holt-, die Schrof- und die Molzmühle. Sie liegen auf der rechten Seite des Mühlenbachs (Alsbach), der bei Kipshoven entspringt, in nordwestlicher Richtung verläuft und an der Molzmühle in die Schwalm mündet. Auf seinem Weg betreibt er vier Mühlen. Die vierte, die Buschmühle, liegt auf der linken Seite des Baches und gehört, da der Bach Grenze zwischen zwei Bürgermeistereien war, zu Beeck.

## Infrastruktur
In Rickelrath existieren mehrere landwirtschaftliche Betriebe, Gaststätten und Restaurants sowie einige Kleingewerbebetriebe. Der Waldkindergarten „Waldgeister e. V. Rickelrath“ steht für die Kinder zur Verfügung.
Die AVV-Buslinie SB8 der WestVerkehr verbindet Rickelrath wochentags mit Wegberg, Erkelenz und Niederkrüchten. Abends und am Wochenende kann der MultiBus angefordert werden.
| Linie | Verlauf |
| ----- | --- |
| SB8   | Schnellbus: Erkelenz Bf – Erkelenz Burg / Erkelenz ZOB – Holtum – Uevekoven – Wegberg – Harbeck – Berg – Rickelrath – Schwaam – Venheyde – Merbeck – Abzw. Tetelrath – Silverbeek – Niederkrüchten |

## Sehenswürdigkeiten

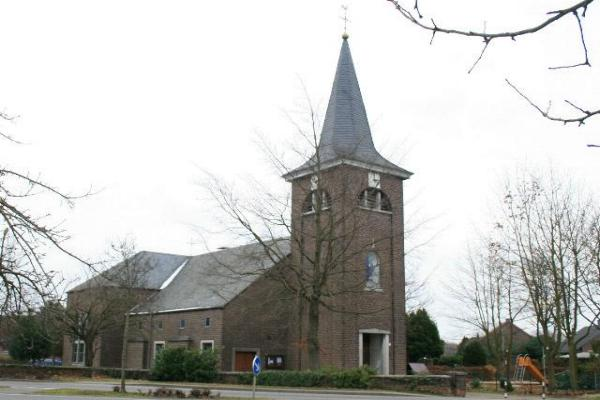
Pfarrkirche in Rickelrath

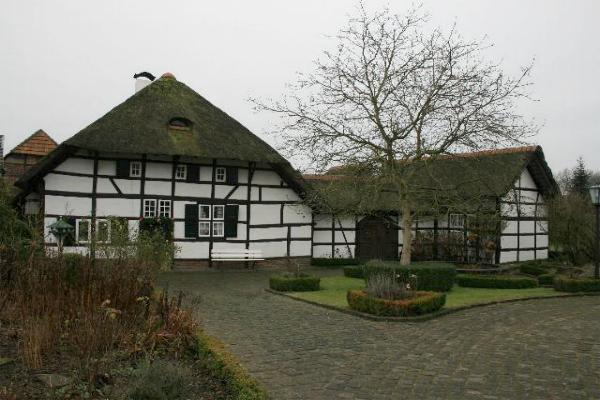
Reetdachgehöft in Rickelrath

- Kath. Pfarrkirche, Dülkener Straße 102 als Denkmal Nr. 88
- Kath. Pfarrhaus, Angerweg 28 als Denkmal Nr. 89
- Dorfkreuz, Dülkener Straße als Denkmal Nr. 90
- Friedhofskreuz u. Gräber, Dülkener Straße als Denkmal Nr. 91
- Heiligenhäuschen St. Rochus, Dülkener Straße als Denkmal Nr. 7
- Wassermühle Holtmühle, mit Mühlenteich und Kahnweiher
- Wassermühle Schrofmühle, Schrofmühle 2 als Denkmal Nr. 8
- Wassermühle Molzmühle, In Bollenberg 40 als Denkmal Nr. 92
- Wohnhaus, Dahlener Straße als Denkmal Nr. 93
- Wohnhaus, Dülkener Straße 69 als Denkmal Nr. 94
- Wohnhaus, Angerweg 5 als Denkmal Nr. 95
- Wohnhaus, Angerweg 7 als Denkmal Nr. 96
- Fachwerkhaus, Angerweg 9 als Denkmal Nr. 97
- Wohnhaus, Angerweg 35 als Denkmal Nr. 98
- Wohnhaus, Angerweg 39 als Denkmal Nr. 99
- Wohnhaus, Angerweg 47 als Denkmal Nr. 100
- Reetdachgehöft, Dülkener Straße 86 als Denkmal Nr. 101
- Wohnhaus, Dülkener Straße 90 als Denkmal Nr. 102
- Wohnhaus, Dülkener Straße 96 als Denkmal Nr. 103
- Wohnhaus, Angerweg 4 als Denkmal Nr. 104
- Wohnhaus, Angerweg 18 als Denkmal Nr. 105

## Vereine
- Angerdorf Rickelrath e. V.
- Förder- und Museumsverein Schrofmühle Rickelrath e. V.
- St. Matthias Schützenbruderschaft Rickelrath
- Freiwillige Feuerwehr Wegberg, Löschgruppe Rickelrath